# Basílica de San Martín de Tours (Tours)

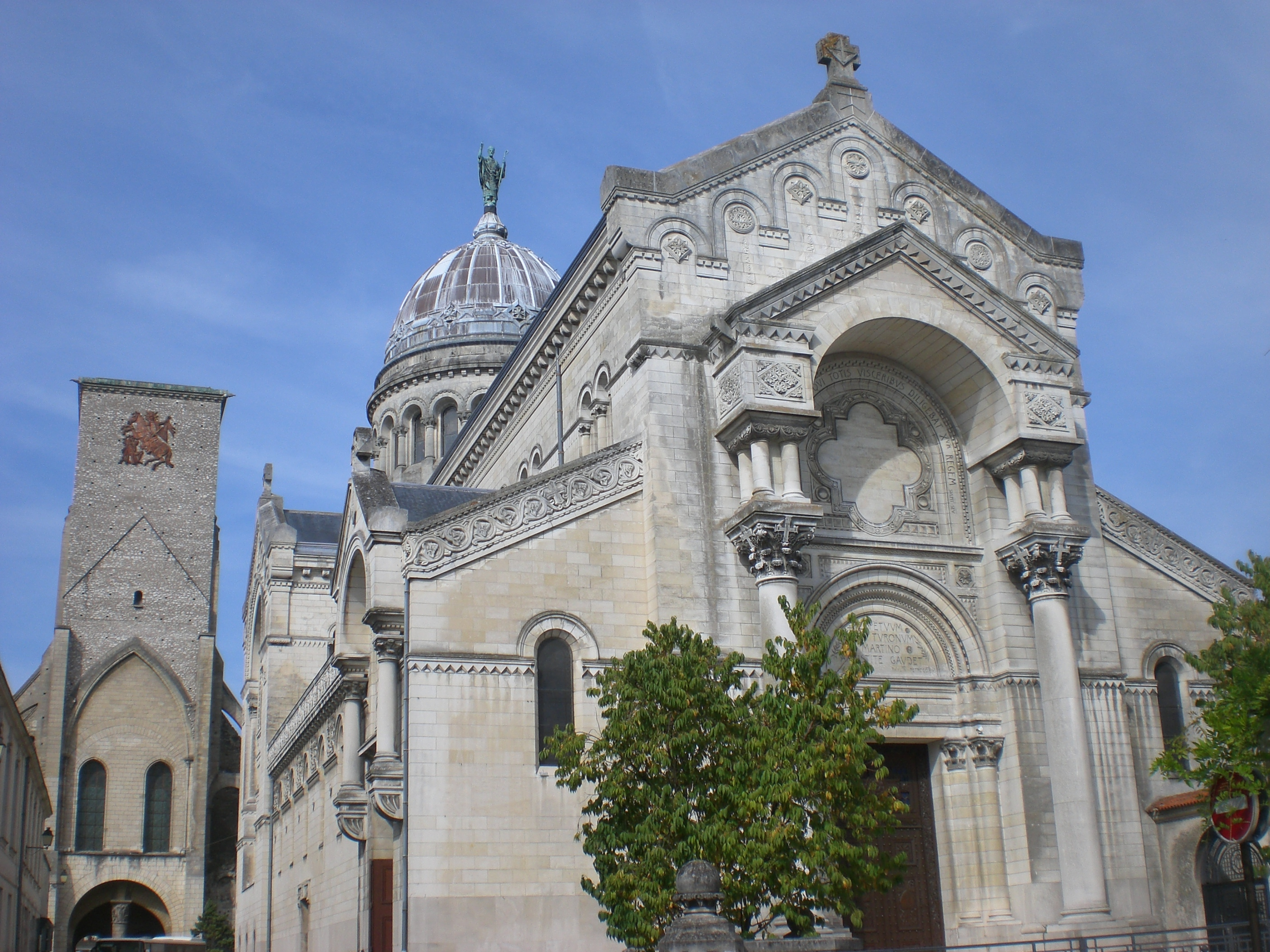
Vista de la fachada

La basílica de San Martín de Tours (en francés: basilique Saint-Martin de Tours) es un edificio religioso situado en la ciudad francesa de Tours (Indre-et-Loire), cuya cripta alberga la tumba de san Martín de Tours.
La antigua colegiata de San Martín de Tours, que databa principalmente del siglo XI, fue desafectada, vandalizada y transformada en un establo en 1793, luego demolida tras el colapso de las bóvedas en 1797, y de la que solo se conservaron dos torres. La basílica actual, que es mucho más modesta, fue construida entre 1886 y 1902 en el estilo neobizantino por el arquitecto Victor Laloux (inaugurada en 1890). Es un edificio de piedra caliza, de granito y mármol, cubierto de pizarra. Para las pinturas murales, el arquitecto contó con Pierre Fritel, y la decoración se realizó con la ayuda del pintor y decorador Adrien Lavieille, hijo de Eugène Lavieille. Una estatua monumental de San Martín, en bronce, diseñada para decorar la cúpula, fue encargada al escultor Jean-Baptiste Hugues (prix de Rome en 1875). Víctor Thiébaut, fundidor, la entregó en 1889. El edificio fue consagrado como basílica el 4 de julio de 1925.
Los restos de la antigua colegiata (la torre de Carlomagno, la torre del reloj y una galería del claustro) han sido clasificados monumentos históricos por la lista de 1840. La estatua de San Martín que corona la cúpula, debilitada por las tormentas de principios de 2014, fue retirada el 17 de febrero de 2014 para ser restaurada; su base se consolidó y la estatua fue reinstalada el 15 de octubre de 2016, en previsión de San Martín, celebrado cada año el 11 de noviembre.
El presidente de la República Francesa lleva el título honorífico de canónigo (ad honores) de la basílica.

## Historia del edificio

### La basílica delsigloV

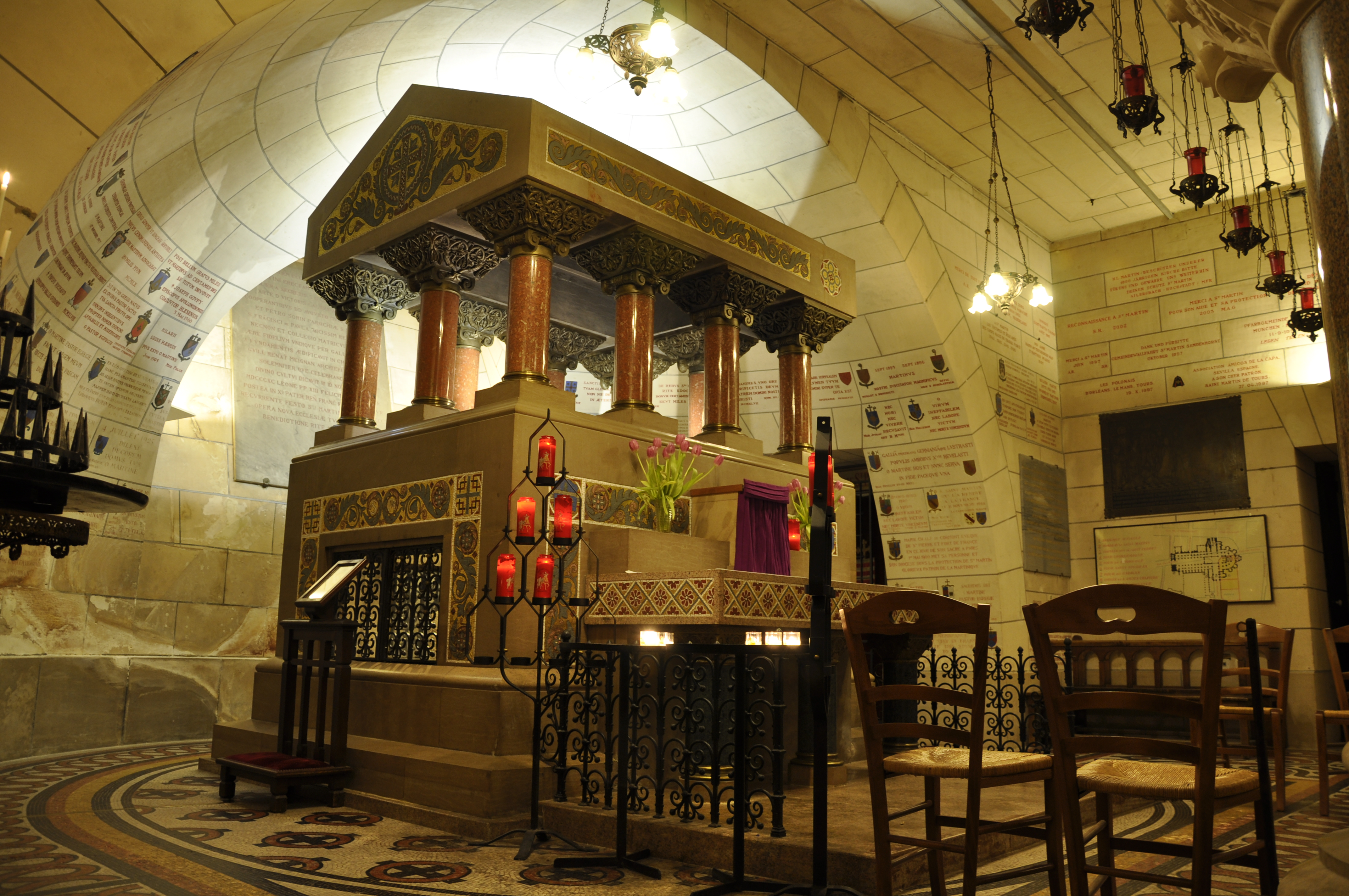
Tumba reconstruida de san Martín de Tours, en la cripta de la basílica: no contiene más que unas pocas reliquias y las intenciones de oración depositadas por los fieles.

El cuerpo de san Martín, que murió en Candes, fue trasladado a Tours y allí fue modestamente sepultado el 11 de noviembre de 397, tres días después de su muerte, en un cementerio cristiano a las afueras de la ciudad, al borde de la vía romana que partía hacia el oeste. Según Gregorio de Tours, el obispo Bricio (lat. Brictius) habría construido un edificio de madera en 437 para albergar la tumba y la (capa) de Martín, llamado por esta razón capilla. El obispo Perpétuus, habiendo constatado la atracción de este santuario, habría construido a su vez la primera basílica que albergaba la tumba de Martín, cuya dedicación tuvo lugar el 4 de julio de 470, noventa y nueve años después del ascenso de san Martín al episcopado de Tours. Gregorio de Tours da la siguiente descripción:

El obispo Perpétuus [...] hizo construir la gran basílica que subsiste incluso hoy, y que está a quinientos cincuenta pasos de la ciudad. Tiene ciento sesenta pies de largo y sesenta de ancho. Tiene en altura, hasta el techo, cuarenta y cinco pies. Tiene treinta y dos ventanas del lado del altar, y veinte en la nave, que está adornada con cuarenta y una columnas. En todo el edificio hay cincuenta y dos ventanas, ciento veinte columnas, ocho puertas, tres al lado del altar y cinco en la nave […] Como la boiserie de la primera capilla era de una estructura elegante, el pontífice no creyó oportuno destruir esta obra: hizo construir, en honor de los apóstoles Pedro y Pablo, otra basílica en la que hizo colocar esta boiserie.
L'évêque Perpétuus […] fit construire la grande basilique qui subsiste encore aujourd'hui, et qui est à cinq cent cinquante pas de la ville. Elle a cent soixante pieds de long et soixante de large. Elle a en hauteur, jusqu'à la voûte, quarante-cinq pieds. Elle a trente-deux fenêtres du côté de l'autel et vingt dans la nef qui est ornée de quarante-et-une colonnes. Dans tout l'édifice, il y a cinquante-deux fenêtres, cent vingt colonnes, huit portes, trois du côté de l'autel et cinq dans la nef […] Comme la boiserie de la première chapelle était d'une structure élégante, le pontife ne crut pas à propos de détruire cet ouvrage : il fit bâtir, en l'honneur des apôtres Pierre et Paul, une autre basilique dans laquelle il fit placer cette boiserie.
Gregorio de Tours.

El cuerpo de Martin fue enterrado en un sarcófago detrás del altar principal de la nueva basílica. Un gran bloque de mármol colocado elevado sobre la tumba, donado por el obispo Euphronius d’Autun (472-475), marcaba el lugar a los fieles reunidos detrás del altar, y según Werner Jacobsen a los peregrinos instalados en el atrium de la basílica que, contra la costumbre, se encontraba detrás de la iglesia, es decir, en el lado del ábside, siendo visible el bloque desde una fenestrelle del muro del ábside.
En 508, fue en la iglesia del obispo san Perpetuo donde Clodoveo I, al día siguiente de su victoria sobre los visigodos en la batalla de Vouillé, recibió las insignias de cónsul de manos de los embajadores del emperador Anastasio I (emperador), tras lo cual montó a caballo y recorrió la distancia entre la basílica y la catedral de Tours lanzando dinero al pueblo. La iglesia sufrió un grave incendio en 558. Estaba servida por una comunidad religiosa dirigida por un abad de quien habla Gregorio de Tours y que practicaba el ritual de la «laus perennis» (más tarde, doscientos religiosos se turnaban en grupos de veinte). El estatuto de esta comunidad, enormemente enriquecida por la peregrinación, se volvió problemático a partir de las reformas de Pipino el Breve, que quería imponer la regla de San Benito en todos los monasterios del reino franco (741). La comunidad, fuerte en sus tradiciones antiguas, resistió. Un establecimiento benedictino fue fundado en Cormery en 791 por el abad Ithier para aquellos que deseaban seguir la regla, y fue desarrollado por su sucesor Alcuin, abad de San Martín desde 796 a 804.
Por último, un concilio celebrado en Aix-la-Chapelle en 817 bajo el impulso de Benedicto de Aniane impuso imperativamente la regla benedictina a todas las comunidades que se llamaban «monastères» ; los «clérigos» de San Martín tuvieron que elegir entre el estatuto de «monjes» y el de «canónigos» y adoptaron el segundo. A partir de esta fecha, el santuario de San Martín ya no fue considerado un monasterio, sino como una colegiata servida por canónigos. El jefe de la comunidad se siguió llamado «abbé de Saint-Martin», pero desde 844 era un laico (en 860, era el príncipe Luis, heredero de Carlos el Calvo; en 866, era Roberto el Fuerte, conde de Tours y antepasado de los Capetos).
Fue el principal lugar de peregrinación cristiana en el siglo V (San Martín era en todo caso el santo protector de la Galia). El Concilio de Chalon (-sur-Saone) en 813 dio a esta peregrinación la misma importancia que a la de Roma.

### La basílica medieval (sigloIX- 1802)

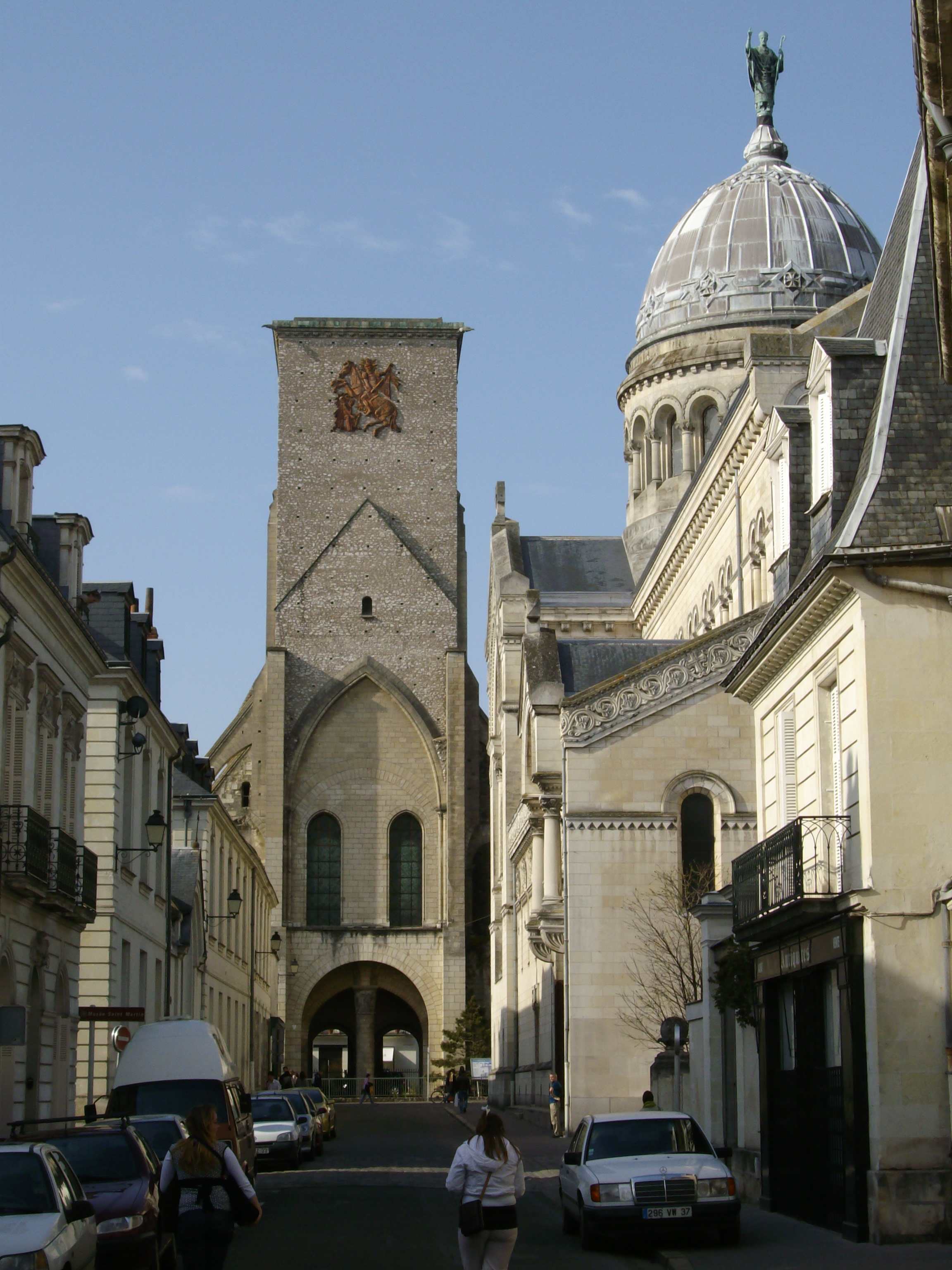
Vista lejana de la torre de Carlomagno (ca. 1100)

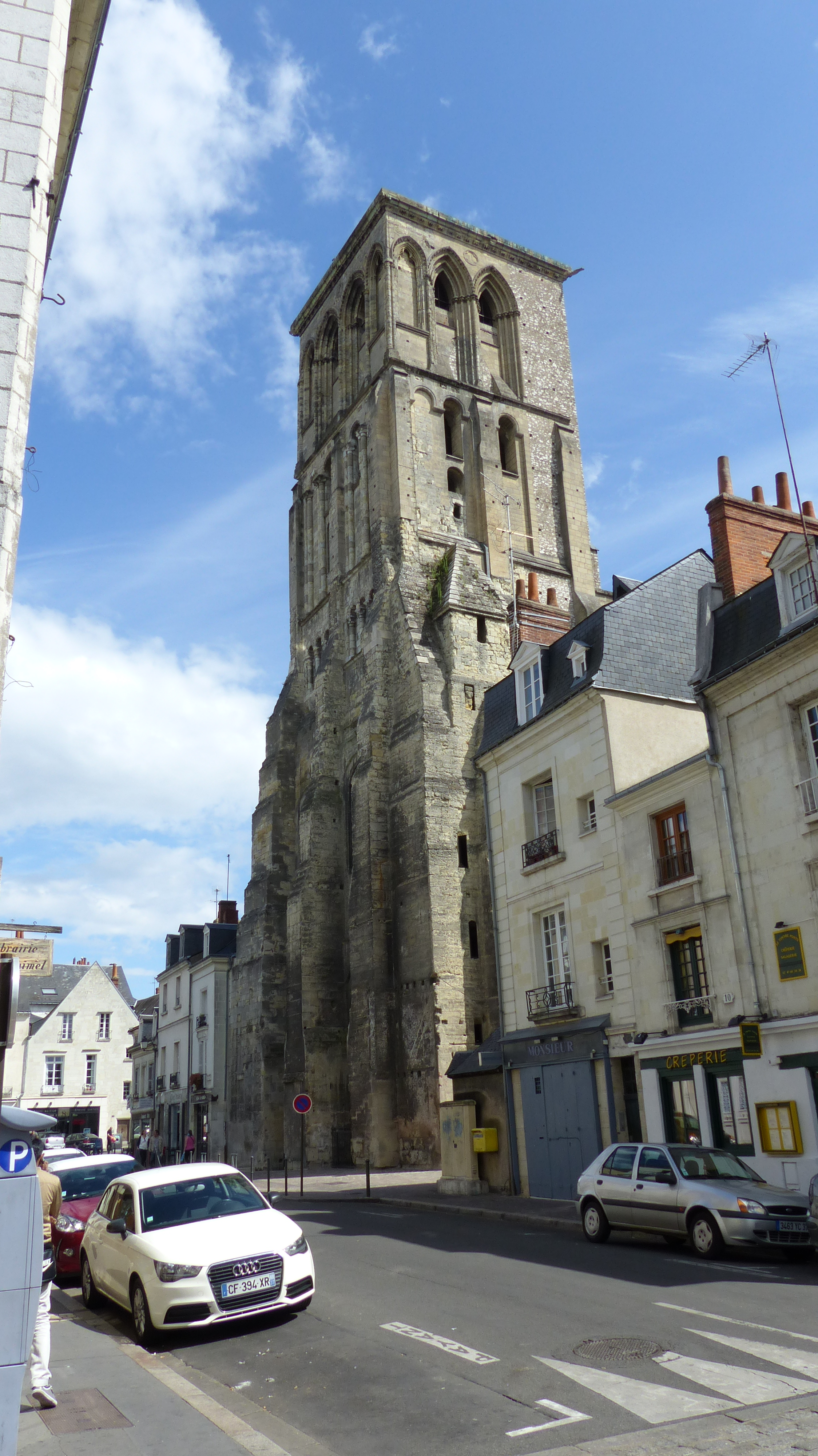
Vista lejana de la torre del reloj

La iglesia fue incendiada por los normandos el 8 de noviembre de 853, y nuevamente el 30 de junio de 903, después de lo cual el santuario fue rodeado por un recinto fortificado, distinto del de Tours, terminado en 918. Hubo un gran incendio accidental en 994, lo que entrañó una nueva reconstrucción, bajo el impulso de Hervé de Buzançais, entonces tesorero de Saint-Martin, y una nueva reconsagración en 1014. Un siniestro todavía tuvo lugar en 1096, y se procedió a una gran reconstrucción románica con la hipótesis de un préstamo, en un sentido o en otro, con Saint-Sernin de Toulouse y una revisión completa de una vasta empresa de reabovedamiento del edificio entre 1175 y 1180, las bóvedas de cañón se sustituyeron por bóvedas sobre cruceros de ogivas angevinas: fue entonces una etapa importante en la Via Turonensis de la peregrinación de Santiago de Compostela. El santuario era una de las cinco iglesias de peregrinación mayores (con Sainte-Foy de Conques, Saint-Martial de Limoges, Saint-Sernin de Toulouse y la propia Santiago de Compostela). Varias obras todavía se llevaron a cabo en los siglos XIII al XV (coro agrandado y reconstruido según el modelo de la catedral de Bourges, y capillas laterales de la nave agregadas). La basílica fue el centro de una ciudad distinta de Tours, llamada Châteauneuf o a veces «Martinopolis», que fue unificada con Tours mediante un único recinto en 1356.
En el siglo XV, la basílica se benefició de la munificencia del rey Luis XI, que vivió en el castillo real de Plessis-du-Parc-lès-Tours y la apoyó mucho. También sus exequias tuvieron lugar allí el 2 de septiembre de 1483.
Durante la guerra religiosa de 1562, el relicario de San Martín fue quemada por los protestantes, y sólo se conservó un pedazo de cráneo y un hueso del brazo. El antiguo edificio sobrevivió hasta la Revolución, pero en condiciones de gran decadencia debido a la falta de mantenimiento desde mucho antes de 1789. En 1793, la basílica fue transformada en un establo para albergar a cientos caballos y durante cuatro años fue el establo Martin. En 1797, un informe encontró que las cadenas que sostenían el edificio fueron en parte robadas; las bóvedas del deambulatorio (llamadas bóvedas de Saint Perpet) se derrumbaron en noviembre y, como salvaguarda para los habitantes, la municipalidad ordenó la demolición completa del edificio. El órgano monumental de JBN Lefevre (5 teclados, doble 32'), apreciado por el famoso fabricante Dom Bédos de Celles, desapareció también en ese momento. Cabe señalar que durante todo el siglo XVIII muchos informes de arquitectos habían advertido a las autoridades religiosas del mal estado de la basílica, a tal punto que el informe de restauración presentado a Luis XVI era de 400 000 libras De todo esto, sólo subsisten la torre de Carlomagno (medio derrumbada en 1928, restaurada en 1963), la torre del Reloj y el barrio de las casas canónigas del claustro de San Martín, una galería del claustro renacentista. La tumba de los infantes de Carlos VIII, instalada a principios del siglo XVI en la nave de la basílica, fue trasladada en 1834 a la catedral de Saint-Gatien de Tours, donde todavía es visible. Un pavimento en la calle de las Halles permite visualizar la ubicación de los pilares de la nave original; una cripta arqueológica podría ser construida bajo la calle de las Halles.
De hecho, a raíz de las excavaciones emprendidas por Charles Lelong en los años 1970, se encontró que la basílica románica estaba enterrada a casi tres metros respecto del suelo actual (era necesario bajar más de 12 escalones a la derecha del portal de cambio para acceder a la nave). Da cuenta de esas cosas en el Bulletin Monumental (T. 133, año 1975, p. 225). Los planos del siglo XVIII también lo reflejaban. También se puede constatar hoy al pie de la torre de Carlomagno.
Durante la demolición de la basílica, los cimientos y los pilares de la basílica románica se conservaron en su mayor parte hasta una altura de casi tres metros, no sólo bajo la calle de las Halles, sino también bajo las casas de la propia calle para servir de estructuras de apoyo a los edificios que debían elevarse por encima, hasta tal punto que en la esquina de la calle de las Halles y de la calle de los Trois Pavés Ronds, a cuatro metros de profundidad, se encuentra la capilla de san Nicolás, que era la capilla baja hecha bajo la antigua torre cuya solicitud de clasificación fue solicitada en 1973 sin continuación.

Las torres supervivientes
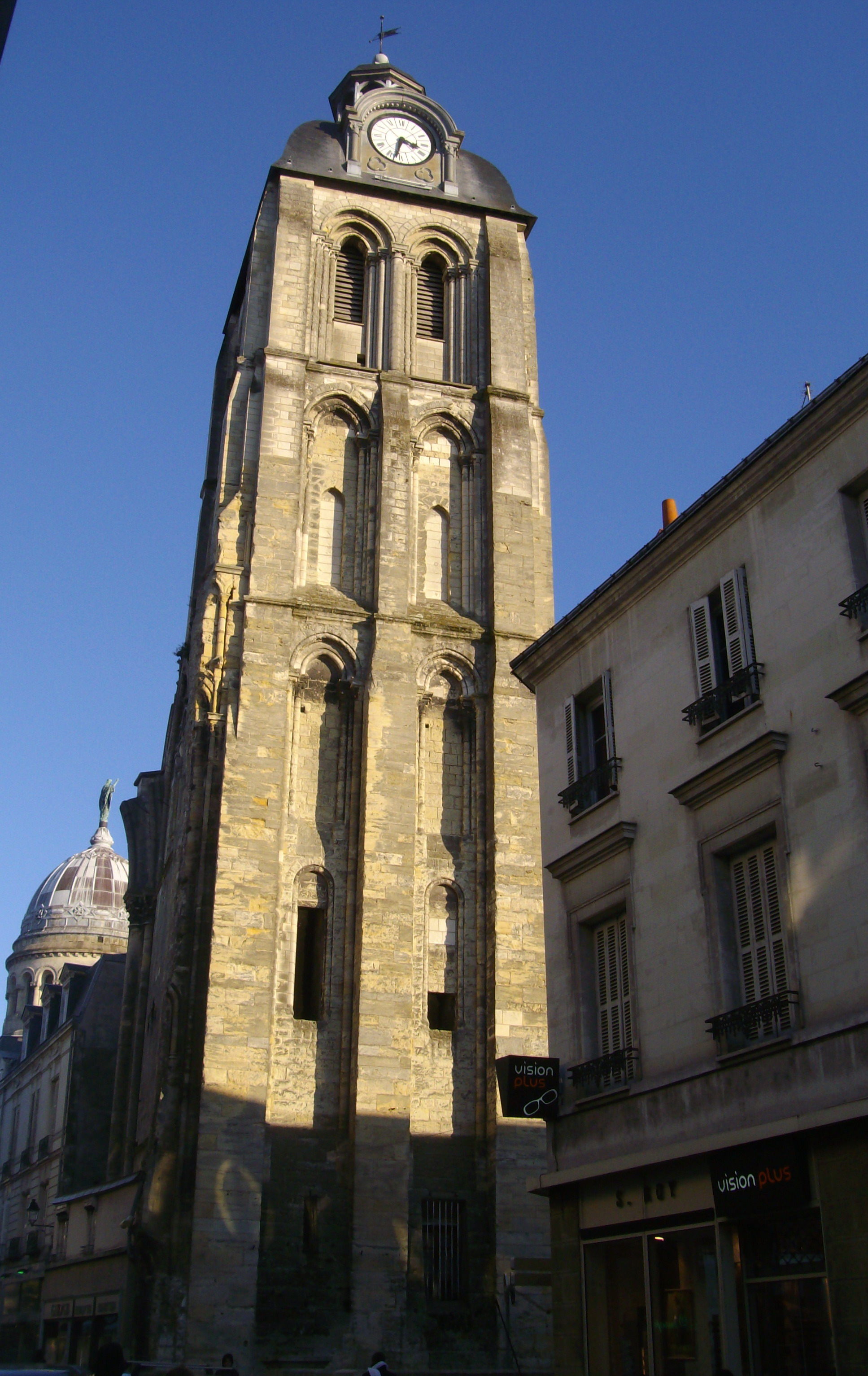
Torre del reloj
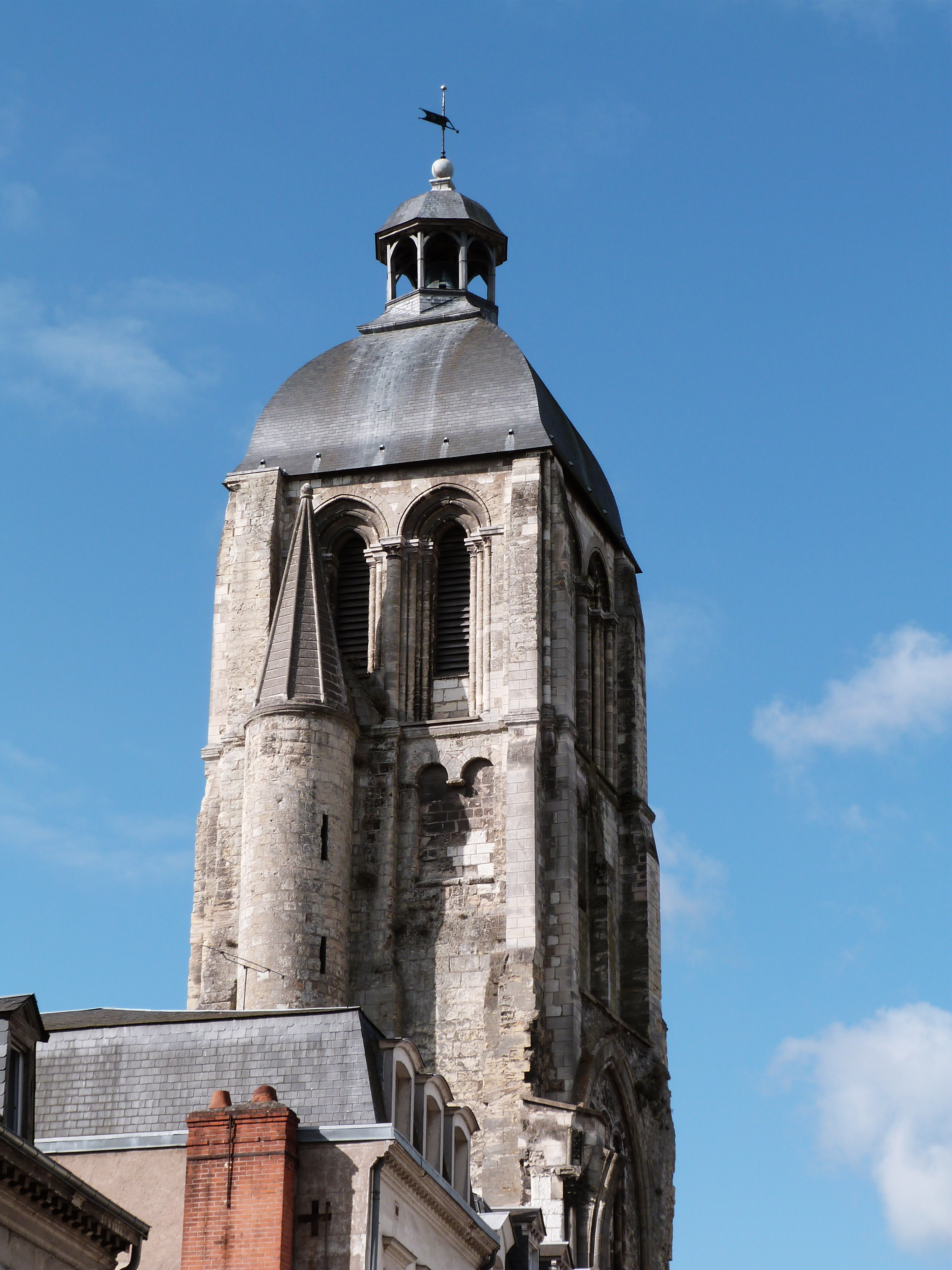
Parte alta de la torre del reloj
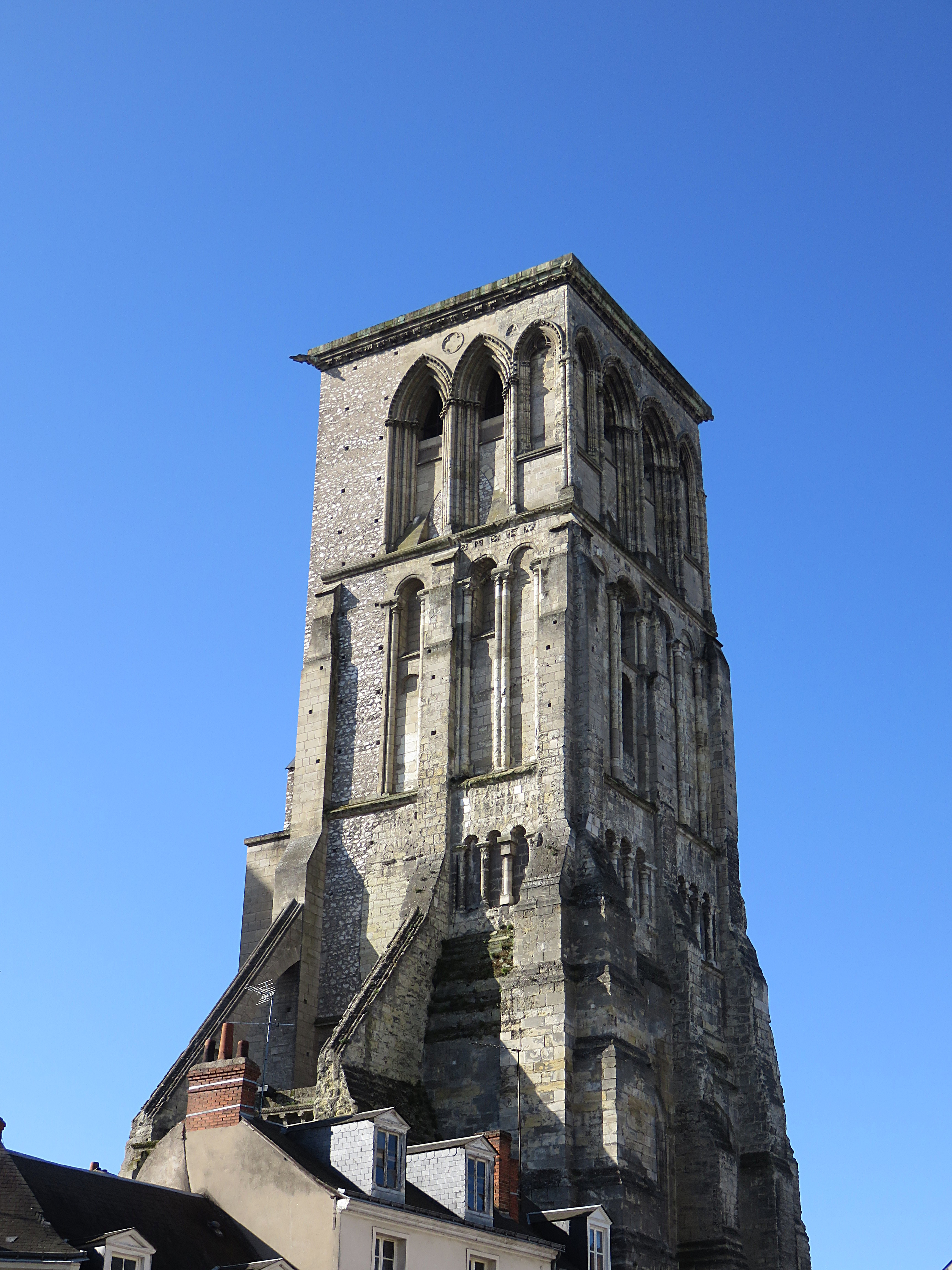
Parte alta de la torre de Carlomagno
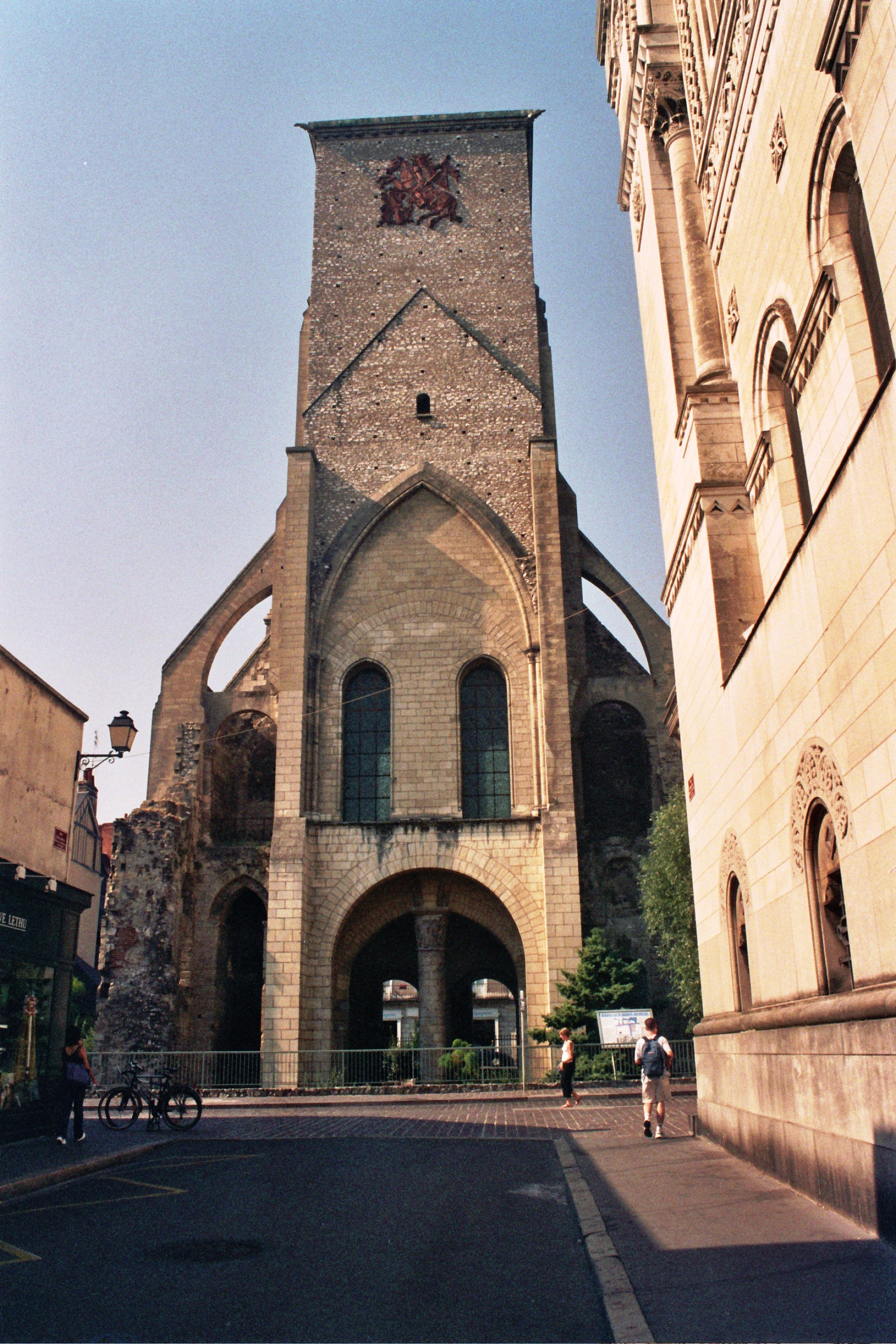
Torre de Carlomagno

### El edificio actual

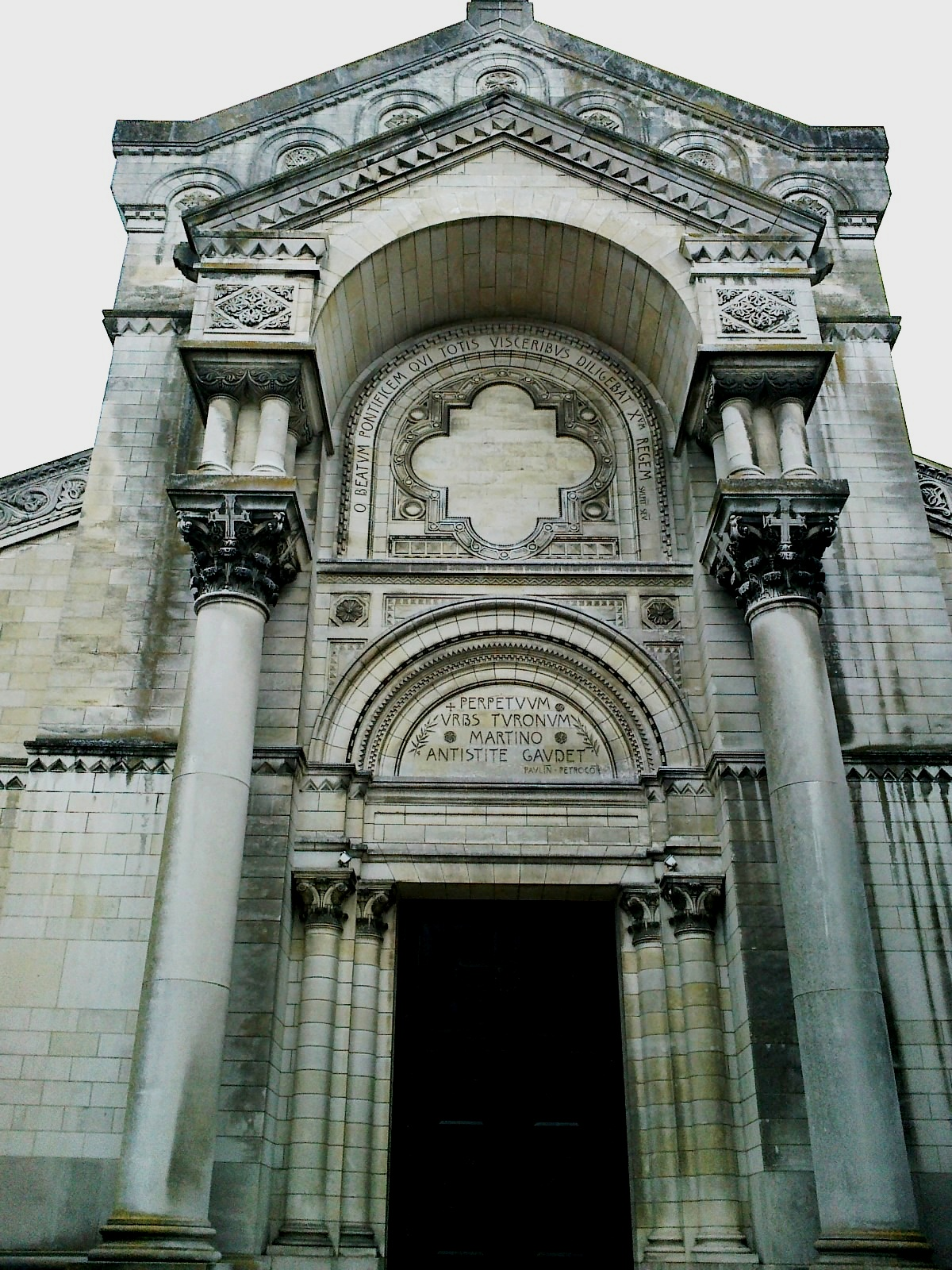
Fachada del edificio actual

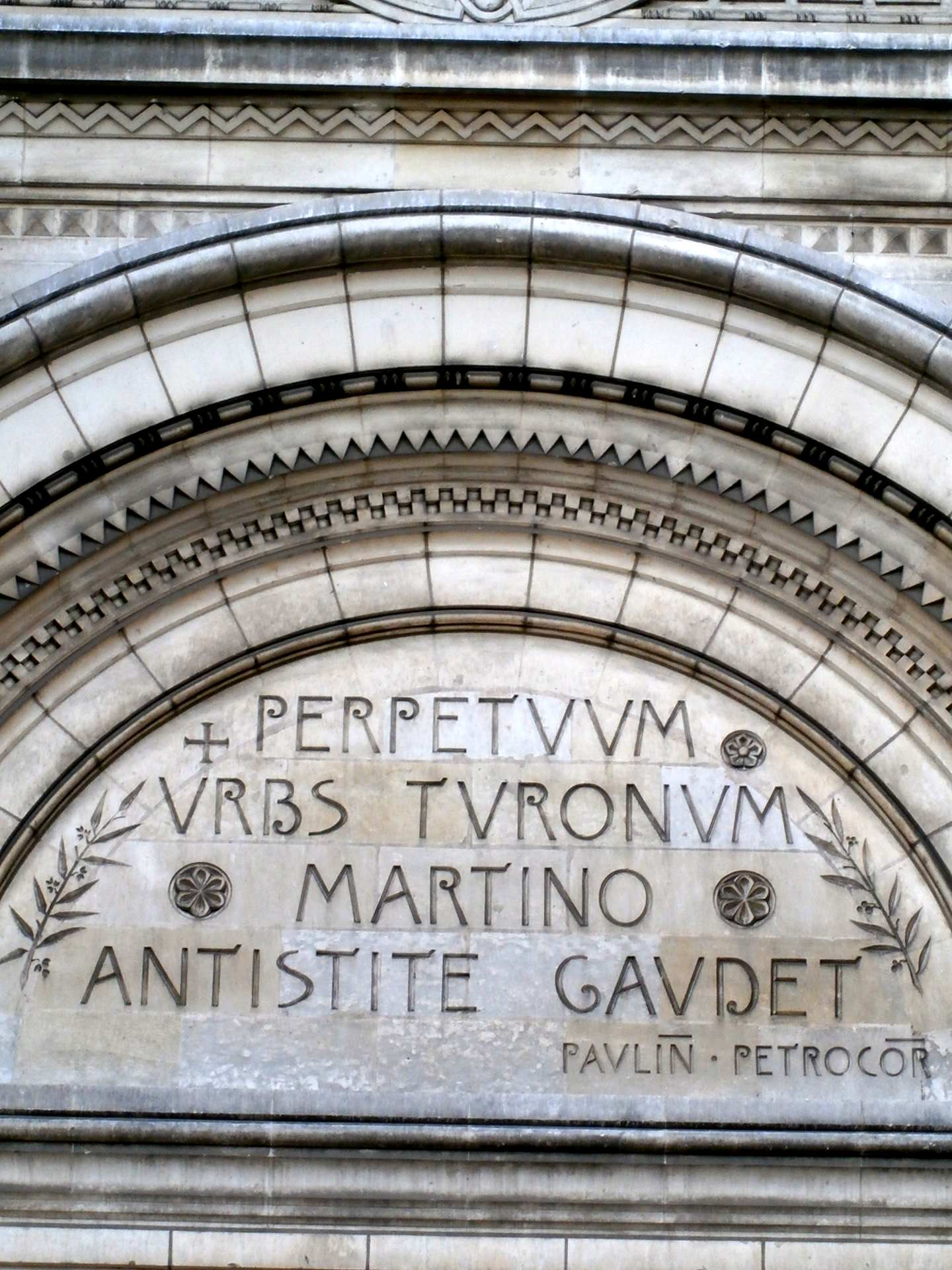
Inscripción del frontón: «La ville de Tours se réjouit à jamais d'avoir Martin pour patron (Paulin de Périgueux)»

Las dos torres que se conservaron se clasificaron como monumentos históricos por la lista de 1840., clasificación confirmada en el Inventario en 1858, y después en 1862. El militante católico Léon Dupont (con la ayuda del conde Pèdre Moisant y de Stanislas Ratel) anunció el redescubrimiento de la tumba de Martín de Tours el 14 de diciembre de 1860, lo que permitió restaurar el culto martiniano y relanzar un proyecto de restitución del sitio grandioso. El proyecto del arquitecto Alphonse Baillargé fue objeto de una controversia larga y ardiente, sus partidarios deseaban un edificio en el emplazamiento y con las dimensiones del anterior, lo que supundría la supresión de la calle de las Halles, importante arteria comercial de la ciudad abierta después de la demolición de 1802. El escritor René Boylesve hizo de este episodio de «la guerre des basiliques» el argumento principal de su novela Mademoiselle Cloque.
Finalmente, en 1884 se alcanzó un compromiso entre la municipalidad y el arzobispado: el nuevo edificio, obra de Victor Laloux, sería más pequeño que el antiguo y se dispondría perpendicular al mismo (orientado norte-sur) y sólo compartiría con él la ubicación de la antigua cabecera, sobre la tumba de San Martín. Los trabajos comenzaron en 1886, la cripta con la tumba fue inaugurada en 1889, la iglesia en 1890, y toda la albañilería fue terminada en 1902, permitiendo que el edificio fuera abierto al culto al año siguiente. El cardenal Maurin consagró el edificio como basílica el 4 de julio de 1925, y el acondicionamiento del parvis fue terminado en 1928.

Vistas del exterior
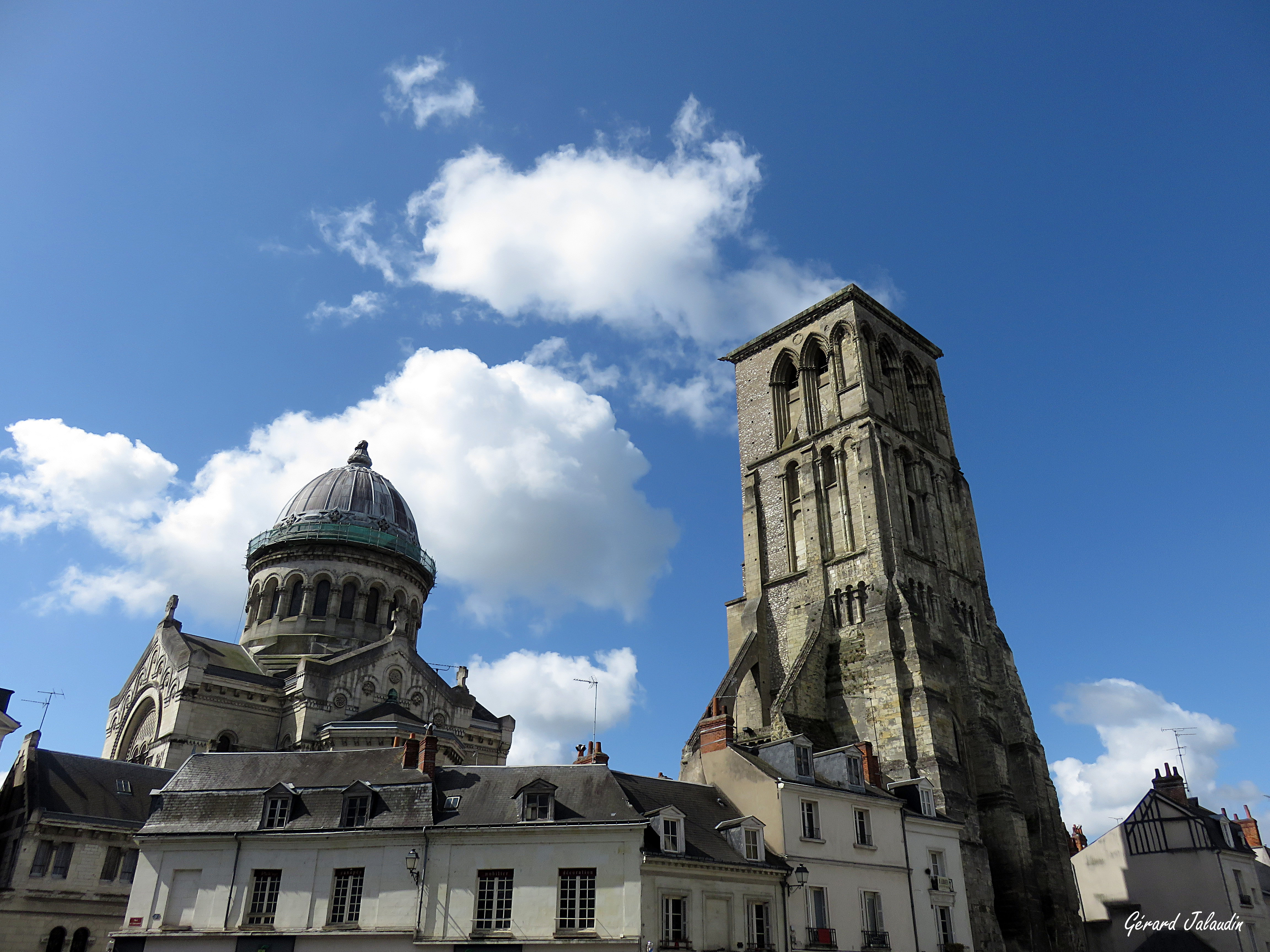
Escorzo con la torre Carlomagno y la cúpula (la estatua estaba momentáneamente retirada)
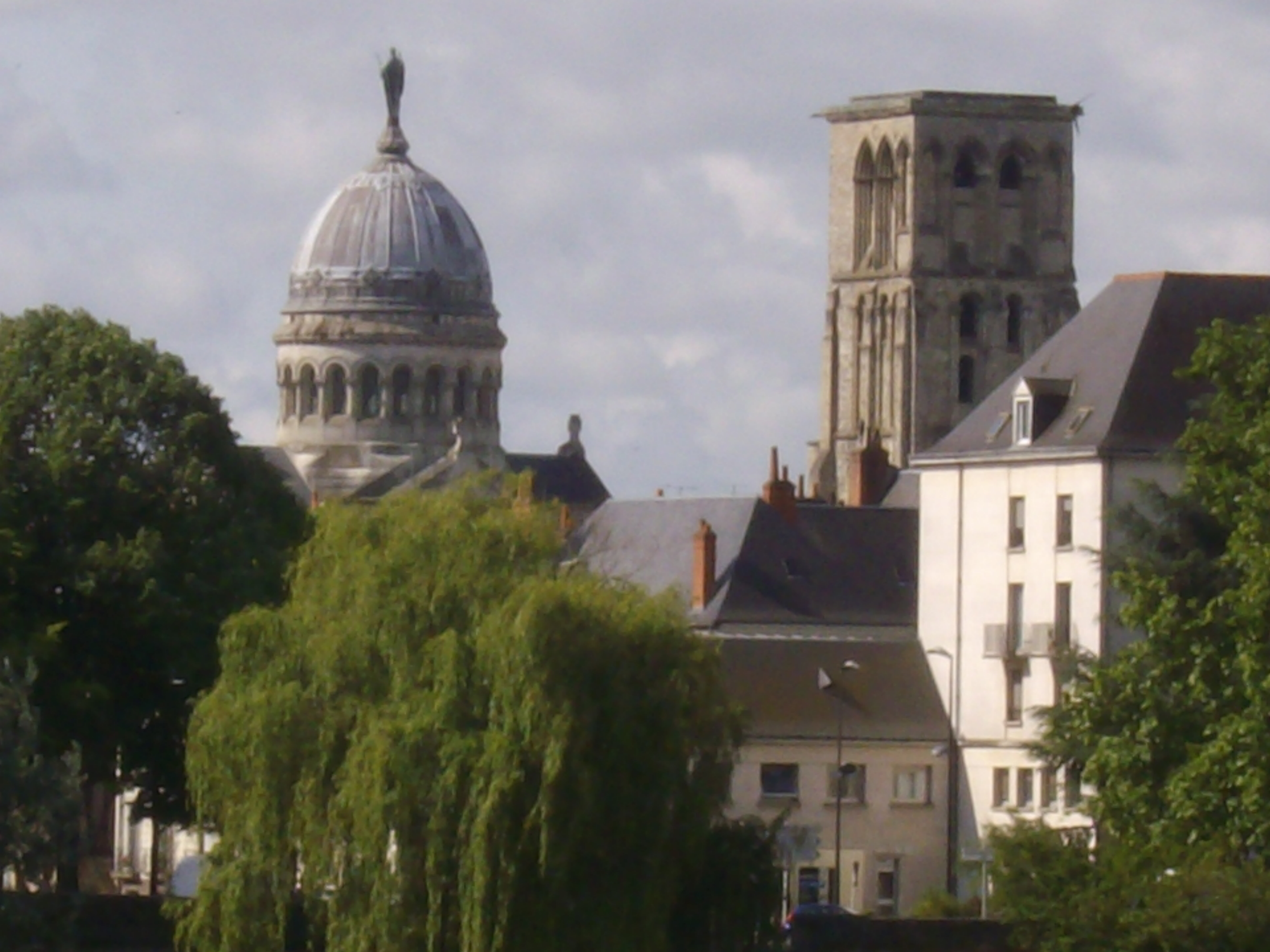
Torre Carlomagno y la cúpula
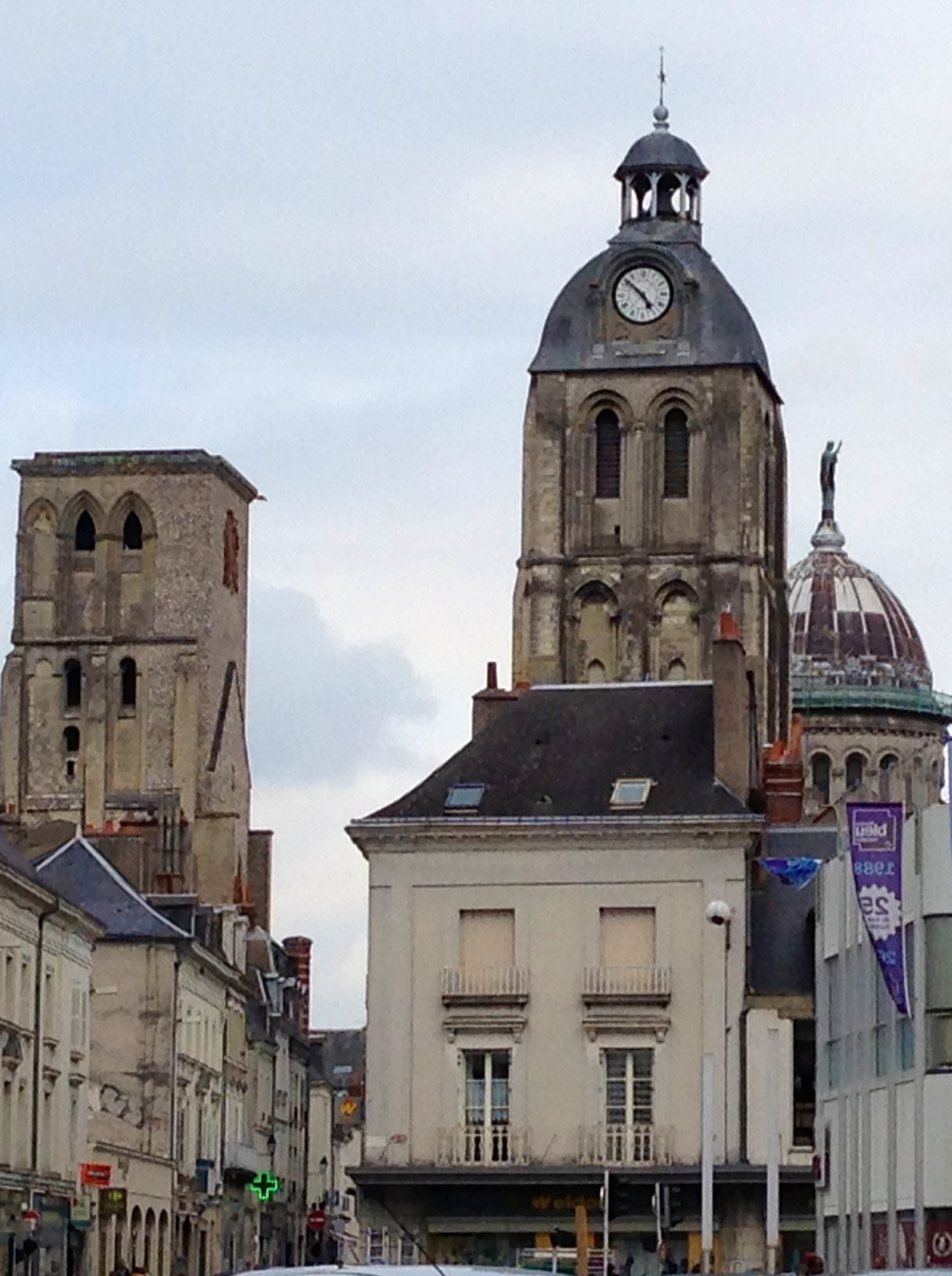
Cúpula y las dos torres
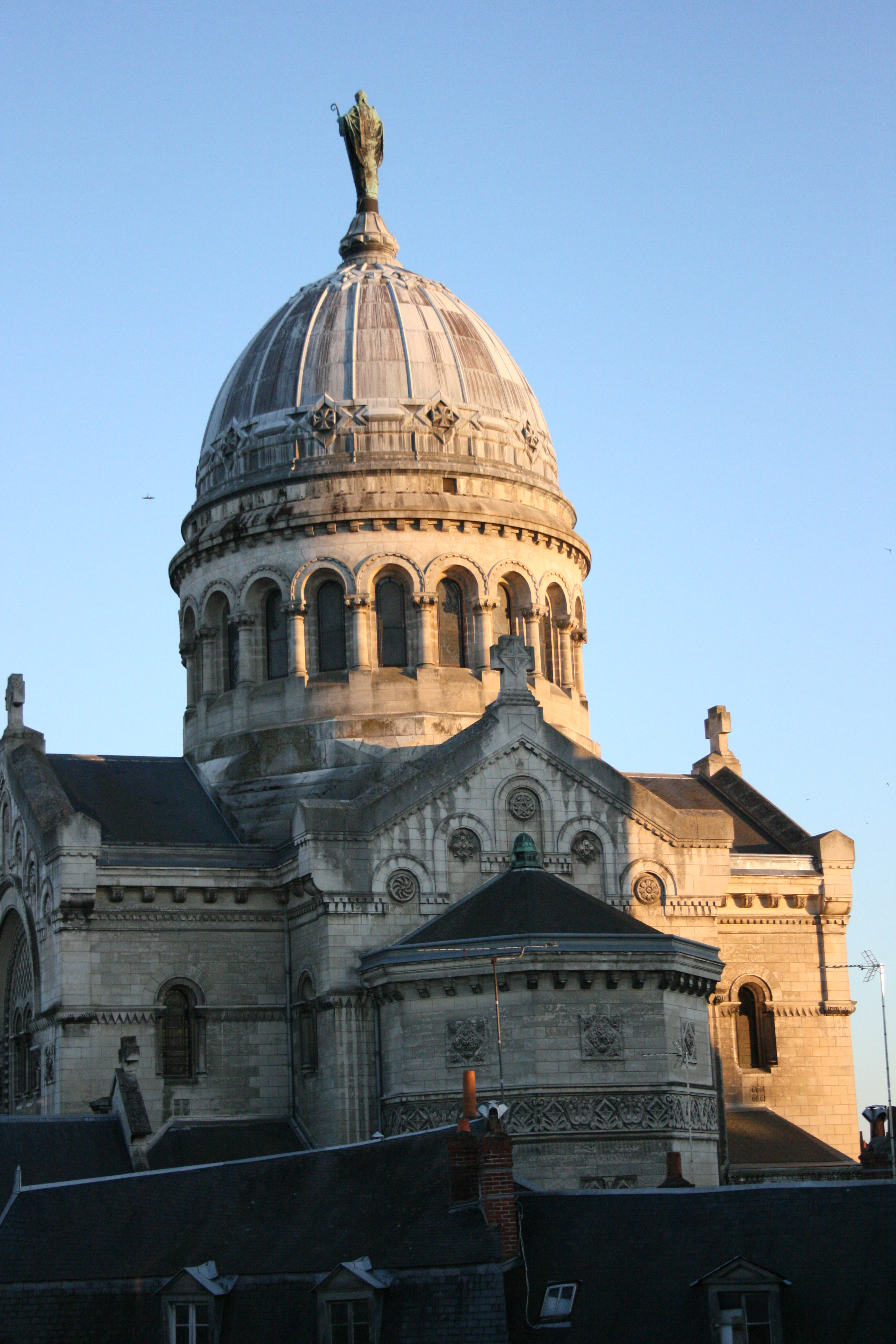
Cabecera y cúpula
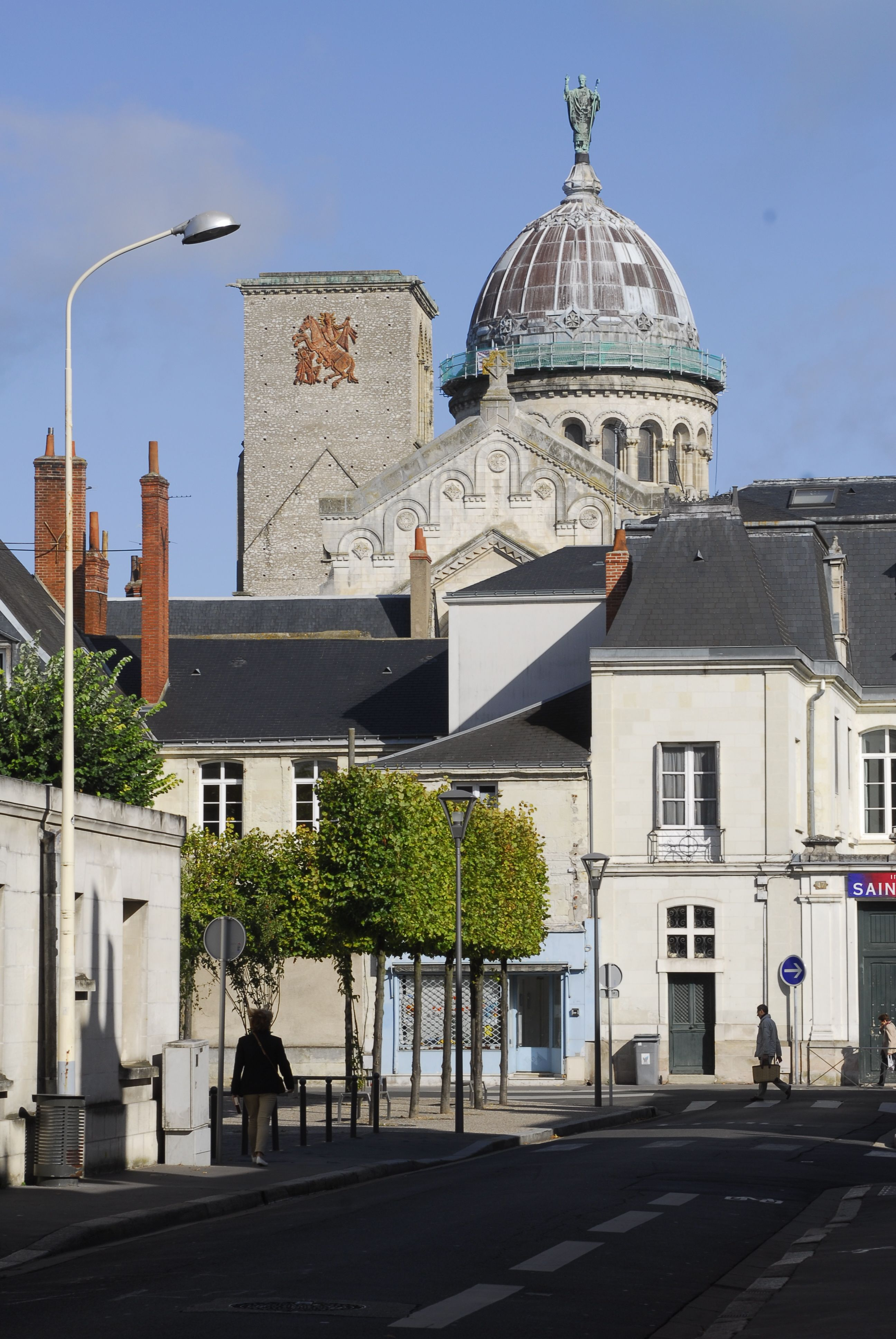
Cabecera, torre y cúpula

Vistas del interior
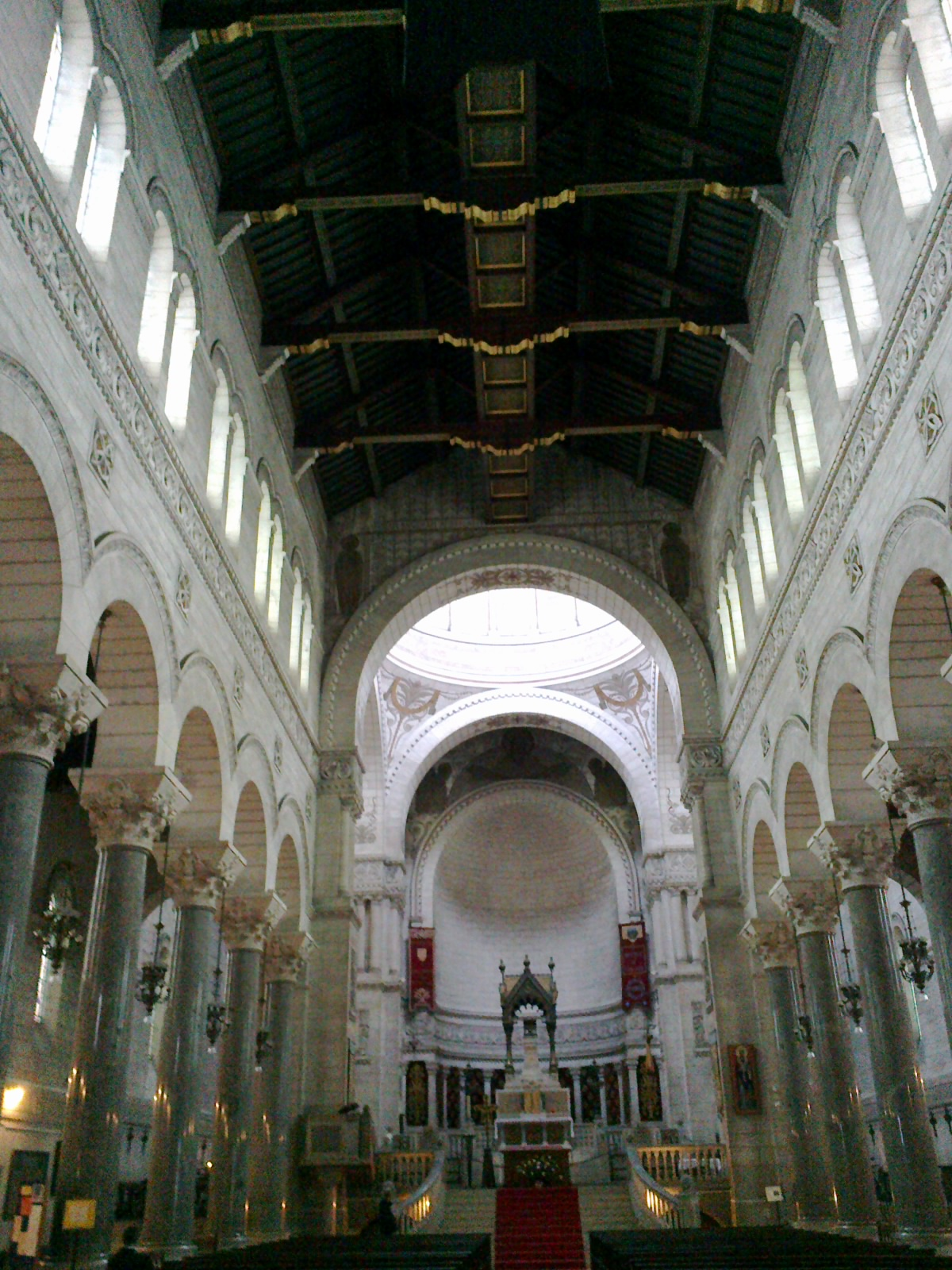
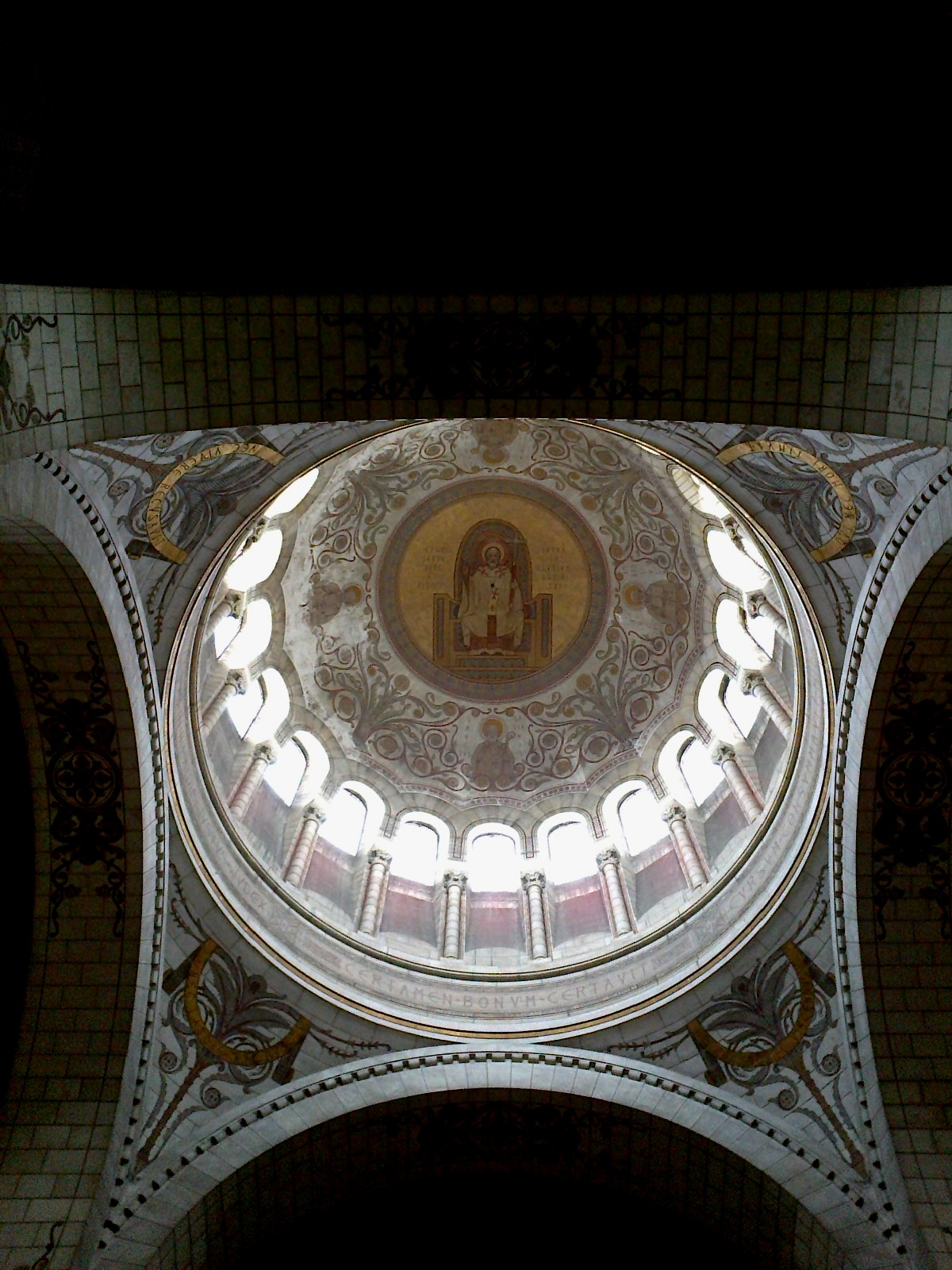
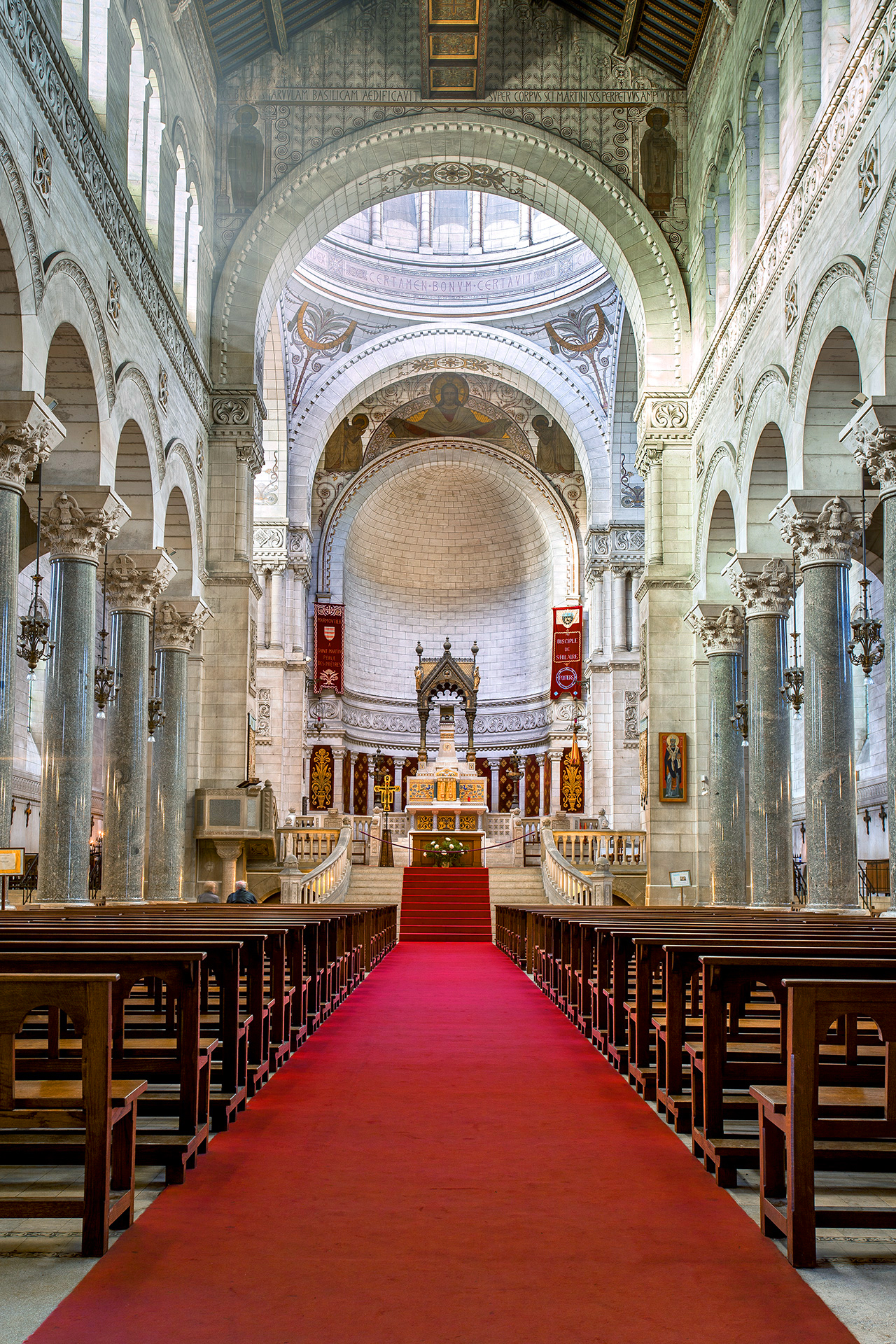
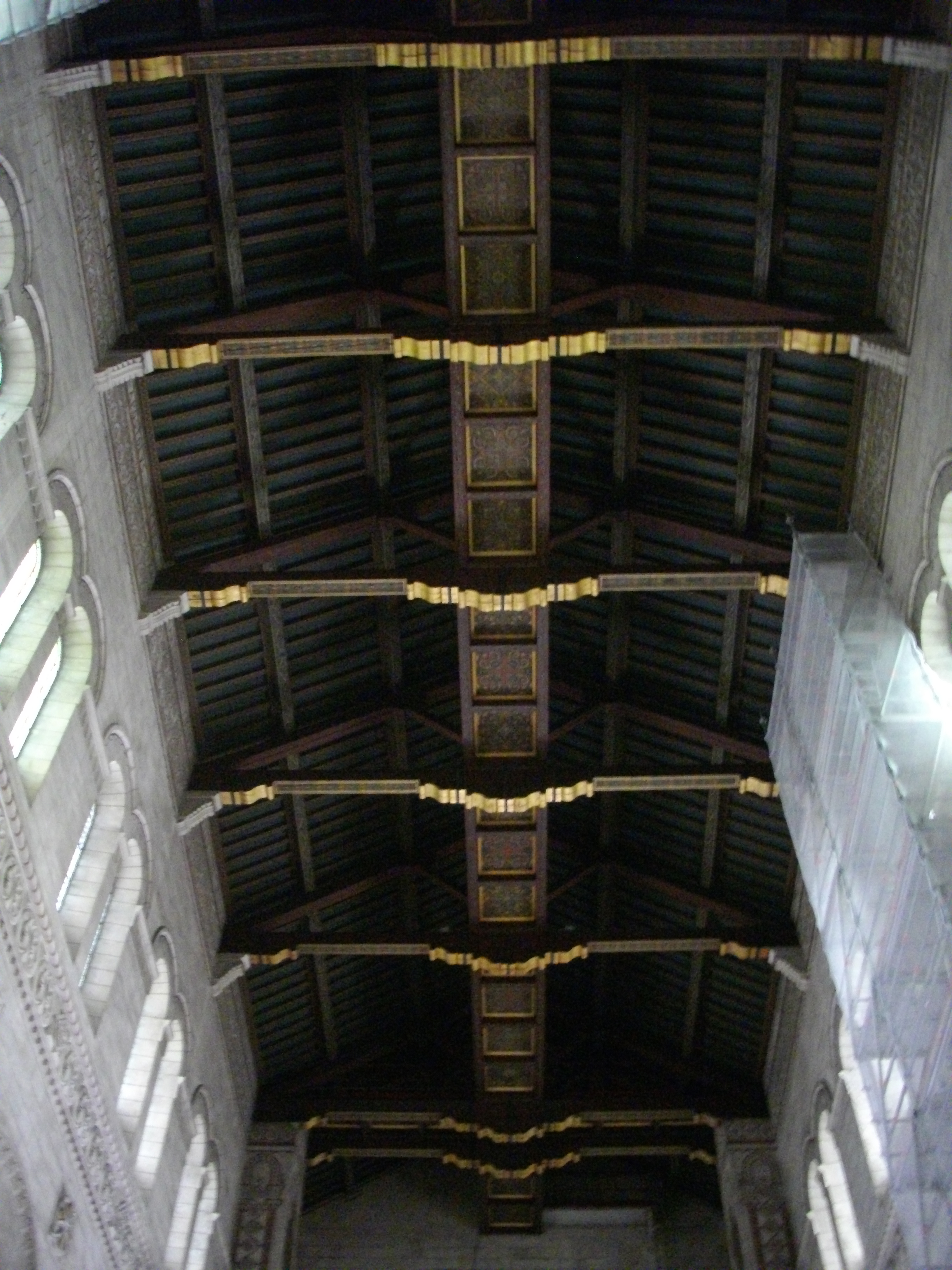
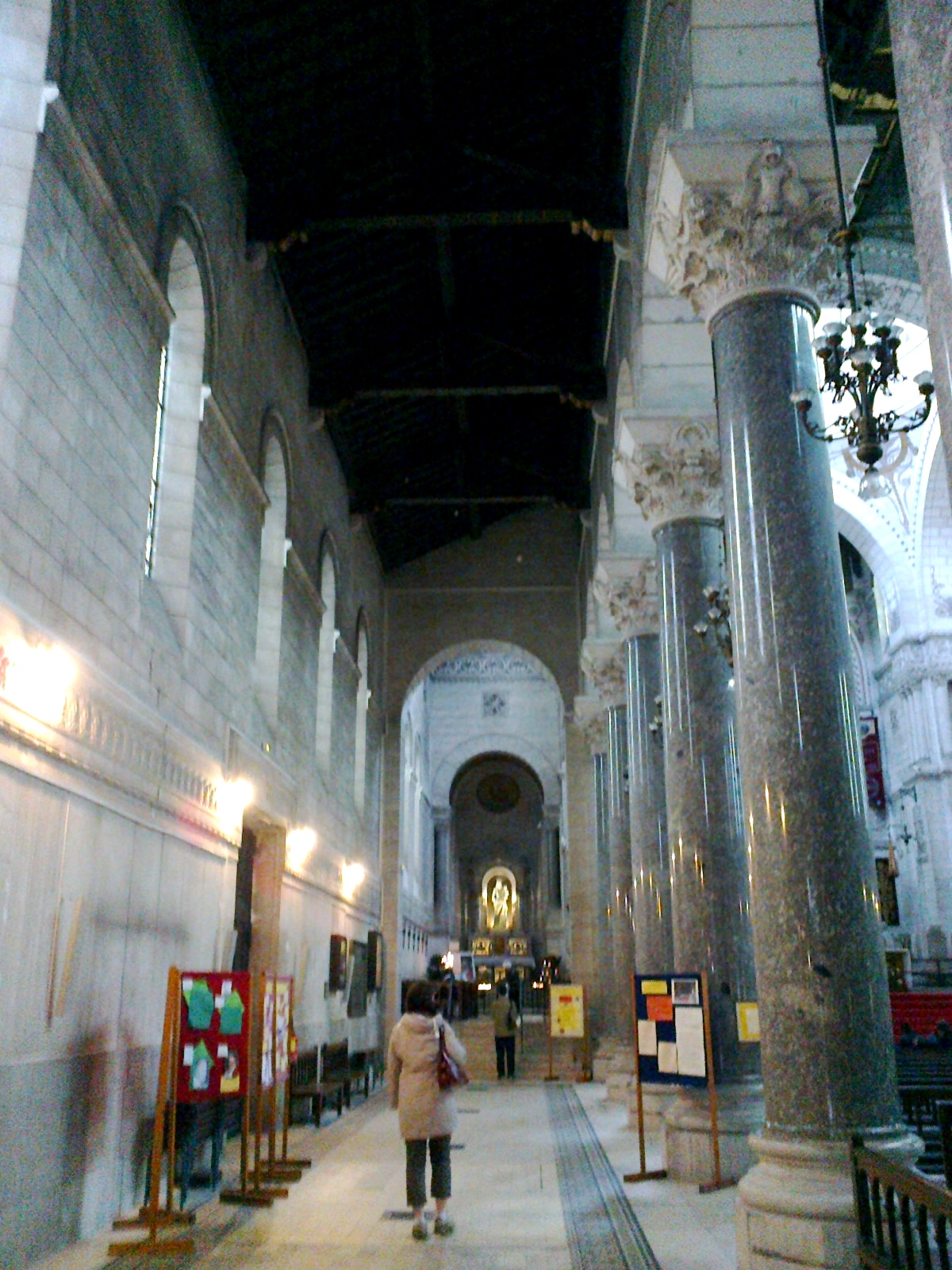
nave lateral
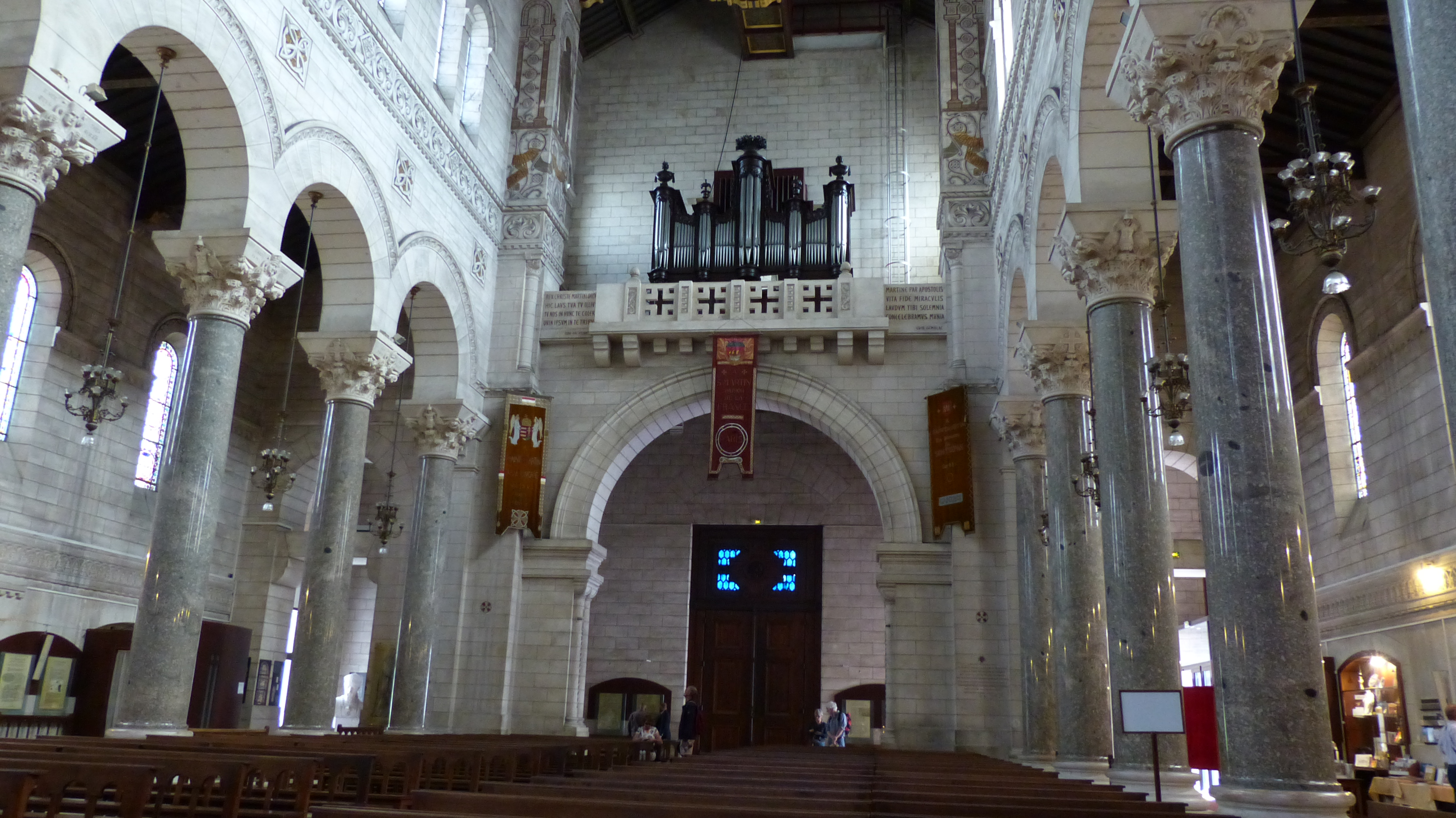
Tribuna con el órgano
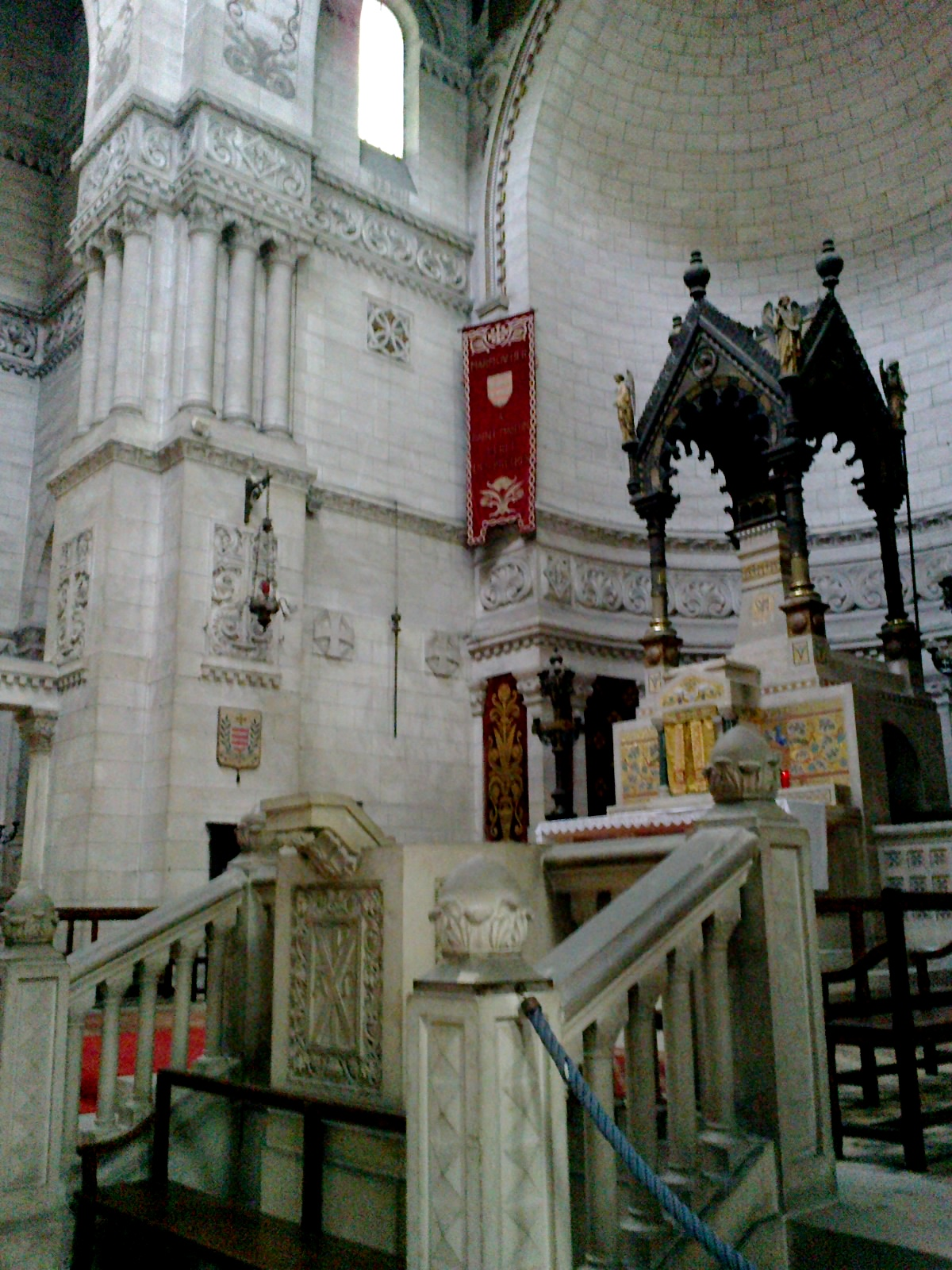
Coro

El 17 de febrero de 2014, la estatua de San Martín (estatua de bronce sobre estructura de acero, de más de cuatro metros de altura y de 2,4  toneladas, fabricada en 1875 por Jean-Baptiste Hugues) y situada en la parte superior de la cúpula de la basílica, se retiró debido a un riesgo de caída debido a las inclemencias invernales. En esa ocasión, se descubrió allí una caja de plomo que contenía un hueso atribuido al santo, reliquia colocada en 1889 en el brazo derecho de la estatua; la caja también contenía reliquias de otros tres obispos de Tours (san Bricio de Tours, san Perpetuo y san Gregorio de Tours).
El 10 de marzo de 2015 fue el día del lanzamiento de la suscripción pública para la renovación de la basílica y de la estatua con el fin de financiar parte de los 1 700 000 € HT necesarios para completarlo. El 2 de julio de 2016 (año del jubileo del santo por el 1700.º aniversario de su nacimiento), la estatua restaurada se expuso al público en el patio del ayuntamiento. A diferencia del proyecto municipal original que quería un dorado integral, la estatua se dejó en bronce patinado, y solo el palio, la corona y el crucero del santo se doraron. El 15 de octubre la estatua fue izada en la cúpula de la basílica.

## Complementos
En la década de 1920 fue fundada una institución religiosa, Les Petits Clercs de Saint-Martin de Tours, por el canónigo Rutard, sacerdote diocesano. Seminaristas llegados de otras regiones francesas "ricas" en vocaciones a la diócesis de Tours, también aseguraron el servicio religioso diario en la basílica de San Martín. Los pensionarios, los Petits Clercs de Saint-Martin seguían su educación escolar allí, y luego continuaban sus cursos en varios colegios de Tours (colegio de San Gregorio, colegio de Notre-Dame La Riche). La institución, que vivía en particular la generosidad de los tourangeaux, se asentó a la sombra de la Basílica (3 rue Baleschoux) hasta 1970, cuando desapareció. Los Petits Clercs de Saint-Martin dieron 300 sacerdotes a la diócesis de Tours.

## Los órganos
Construido en 1843 para el hospital del Bon Sauveur de Caen, en un buffet del siglo XVIII, el órgano actual fue comprado por la ciudad de Tours en 1956 y ha sido objeto después de varias campañas de restauración. Tiene dos teclados y un pedalero para 17 juegos: en total, hay más de 1800 tubos. Fue restaurado y modificado en 1977 por el constructor de órganos Michel Alcouffe. El profesor Joseph Thouvenot fue su titular durante más de 50 años. Stéphane Béchy, fue cotitular de 1984 a 1991 e hizo con él una grabación en 1984 de obras de Bach, Mozart, Mendelsshon y Jehan Alain. El actual titular es Philippe Bataille.

## Abades conocidos de Saint-Martin de Tours
Los abades que se conocen de esa primera etapa de San Martín de Tours son:
- León (se convirtió en obispo de Tours en 526)
- Égiric o Agiric (se convirtió en obispo de Tours en 614)
- Guntramnus o Gontran (señalado en 720, puede ser el mismo que Gontran II, obispo de Tours en 724)
- Gundolaicus (abad bajo el obispo Gontran II, es decir, entre 724 y 732)
- Autlandus (sucesor de Gundolaicus, instituyó la mense)
- Teutsind (avant 734-742, abad de Saint-Martin y de Fontenelle)
- Vulfard (señalado como abad en 757 o 763, † 775)
- Ithier (775-796)
- Alcuin (796-804)
- Gulfard (nombrado en una única acta)
- Frédegis o Fridugise (circa 804-834)
- Teuto († 834, muerto en la misma batalla que el conde Eudes de Orléans)
- Adalard (circa 834-844)
- Vivien (844-851, el «conde Vivien», primer abad ciertamente laico, igualmente abad de Marmoutier)
- Hilduin (851-860, abad laico)
- Louis, hijo de Carlos el Calvo (860-862, abad laico)
- Hucbert (862-864, abad laico, igualmente abad de Saint-Maurice en Valais)
- Ingelvinus (864-866, diacre del palacio de Carlos el Calvo)
- Roberto el Fuerte (866, abad laico, conde de Tours)
- Hugo el Abad (866-886, subdiacre y titular de varias grandes abadías, conde de Touraine)
- Eudes (886-893, conde de París, rey de los Francos en 888, abad laico)
- Foulques (893-898, arzobispo de Reims, igualmente abad de Saint-Bertin)
- Robert (898-923, conde de París, elegido rey de los Francos en 922, abad laico)

Después de él, el título de abad laico de San Martín fue transmitido de padre a hijo en la casa Robertiana, luego en los Capetos, y fue llevado por los reyes de Francia desde Hugo Capeto  hasta 1789.

## Manuscritos de Saint-Martin de Tours
La abadía de St. Martin de Tours ha tenido un scriptorium importante que ha producido varios manuscritos carolingios iluminados:
- Evangelios de Lotario,[23] entre 849 y 851;
- Evangelios de Saint-Martin de Tours,[24] entre 796 y 804;
- Evangelios llamados de Carlos IX,[25] 2.ª mitad del siglo IX;
- Evangelios de Meaux,[26] entre 820 y 843;
- Evangelios llamados de Du Fay,[27] circa 843-851;
- Dos manuscritos u fragmentos de manuscritos,[28] circa 820;
- Biblia,[29] circa 796-801;
- Biblia de Vivien, llamada primera Biblía de Charles le Chauve,[30] circa 845-851;
- Biblia de Saint-Maur-des-Fossés o Biblía de Rorigon,[31] siglo IX;
- Homiliario llamado de Paul Diacre,[32] antes de 850;
- Martinellus,[33] antes de 835-837;
- San Augustin: De Doctrina christiana,[34] 1.ª mitad del siglo IX;
- Evangeliario de Hildegarde,[35] siglo IX;
- Evangelios,[36] siglo IX;
- Gregorio de Elvire: Comentarios,[37] 1.ª mitad del siglo IX.